# Зигфрид I (Анхалт)
Зигфрид I (на немски: Siegfried I, * 1230, † 25 март 1298 в Кьотен) от род Аскани е княз на Анхалт-Цербст от 1252 г. до 1298 г.
Зигфрид I е третият син на княз Хайнрих I от Анхалт (1170–1252) и съпругата му Ирмингард от Тюрингия (1196–1244), дъщеря на ландграф Херман I от Тюрингия (1155-1217).
След смъртта на баща му той и братята му поделят през 1252 г. княжеството Анхалт. Зигфрид I получава княжество Анхалт-Цербст.
След смъртта на Хайнрих Распе († 1247), последният ландграф от род Лудовинги, Зигфрид окупира Тюрингия и има наследствени претенции като син на Ирмингард. По-късно той се отказва от ландграфството в полза на род Ветини, за което получава пари. През 1273 г. Зигфрид е един от кандидатите за кралските избори, които печели Рудолф фон Хабсбург.
Зигфрид I се жени на 17 октомври 1259 г. за Катарина Биргерсдотир от Швеция (1245-1289), дъщеря на регент Биргер Ярл (1210–1266). Тя е сестра на шведския крал Валдемар (упр. 1250–1275). Двамата имат десет деца.
След смъртта му той е последван от най-големия му син Албрехт I († 1316).